# Мариновка (Тамбовская область)
Мариновка — деревня в Сосновском районе Тамбовской области России. Входит в состав Сосновского поссовета.

## География
Мариновка расположено в пределах Окско-Донской равнины, у реки Сосенка.
Климат
Мариновка находится, как и весь район, в умеренном климатическом поясе, и входит в состав континентальной климатической области Восточно-Европейской равнины. В среднем в год выпадает от 350 до 450 мм осадков. Весной, летом и осенью преобладают западные и южные ветра, зимой — северные и северо-восточные. Средняя скорость ветра 4-5 м/с.

## История
Согласно Закону Тамбовской области от 17 сентября 2004 года № 232-З деревня включена в состав образованного муниципального образования Космачёвский сельсовет.
После упразднения сельсовета, согласно Закону Тамбовской области от 03 декабря 2009 года N 587-З «О преобразовании некоторых муниципальных образований Тамбовской области» Мариновка вошла в состав Сосновского поселкового совета.

## Население
| 2010 |
| ---- |
| 27   |

## Инфраструктура
Личное подсобное хозяйство.

## Транспорт
Просёлочная дорога.